# El Cerrito, Silao de la Victoria
El Cerrito är en ort i Mexiko.   Den ligger i kommunen Silao de la Victoria och delstaten Guanajuato, i den centrala delen av landet, 280 km nordväst om huvudstaden Mexico City. El Cerrito ligger 1 749 meter över havet och antalet invånare är 311.
Terrängen runt El Cerrito är en högslätt. Runt El Cerrito är det ganska tätbefolkat, med 207 invånare per kvadratkilometer. Närmaste större samhälle är Silao, 10,5 km norr om El Cerrito. Trakten runt El Cerrito består till största delen av jordbruksmark.